# Жмудські каштеляни

Жмудські каштеляни, жемайтський каштелян — посадова особа Жмудського староства Великого князівства Литовського, Речі Посполитої, що з'явилася в 1566 році серед місцевих урядників у Жмудському воєводстві. Уряд каштеляна був другим за значенням після старости.
- Мельхіор Станіславович Шемет (11.8.1566 — 1570)
- Миколай Талвош (10.1570 — 1.1588)
- Микола Нарушевич (10.2.1588 — 11.1603)
- князь Олександр Головчинський (21.2.1604 — 1614)
- Адам Миколайович Талвош (1614—1628)
- Олександр Слушка (20 березня 1628 — 2 березня 1633)
- Микола Веселовський (14 березня 1633 — 19 листопада 1634)
- Ян Альфонс Ляцький (12.1634 — 5.12.1643)
- Юрій Літавор Хрептович (29 грудня 1643 — 12 січня 1645)
- Олександр Нарушевич (26 січня 1645—1653)
- Євстахій Кірдей (1653—1661)
- Якуб Теодор Кунцевич (11 червня 1661—1664)
- Даніель Хжанстовський (1664—1665)
- Станіслав Вінсент Орда (1665 — 29.5.1685)
- Вільгельм Євстафій Гротус (5.6.1685 — 1709)
- Олександр Йосип Уніховський (31.10.1709 — 1722)
- Юрій Гієронім Кришпін-Кіршенштейн (19.3.1722 — 1737)
- Юзеф Тишкевич (8.7.1737 — 21.5.1742)
- Юзеф Антоні Сологуб (21.5.1742 — 12.10.1748)
- Юзеф Пац (12.10.1748 — 1765)
- Ян Миколай Ходкевич (19.8.1765 — 2.10.1765)
- Ян Міхал Гурський (1.2.1766 — 20.5.1776)
- Антоні Гелгуд (22 червня 1776 — 25 вересня 1783)
- Станіслав Антоній Тишкевич (7 жовтня 1783—1795, помер 29 грудня 1801)